# Saison in Salzburg (1952)
Saison in Salzburg ist ein österreichischer Spielfilm von Ernst Marischka aus dem Jahr 1952 in Schwarzweiß.
Die Hauptrollen waren mit Adrian Hoven und Gretl Schörg besetzt worden. Das Drehbuch stammt vom Regisseur. Es beruht lediglich auf ein paar Motiven der gleichnamigen Operette von Max Wallner, Kurt Feltz und Fred Raymond. In der Bundesrepublik Deutschland kam der Streifen zum ersten Mal am 9. September 1952 ins Kino, in seinem Produktionsland am 23. Oktober desselben Jahres.

## Handlung
Die Schauspieler Heinz Doll, Hans Stiegler und Werner Mack haben es versäumt, sich nach Ablauf der letzten Theatersaison rechtzeitig um ein neues Engagement zu kümmern und sind nun arbeitslos. Da kommt es ihnen gerade recht, dass das Salzburger Berghotel „Zum blauen Enzian“ Personal sucht. Ihre Bewerbungen haben auch gleich Erfolg. Fortan schlüpft Heinz in die Rolle des Oberkellners, Werner in die seines Gehilfen und Hans arbeitet als Liftboy und Lohndiener zugleich. Es dauert nicht lange, und die drei sind drauf und dran, im Hotel auch privat ihr Glück zu finden: Heinz gewinnt die Sympathie der verwitweten Wirtin Therese Stolzinger, Werner hat ein Auge auf die Köchin Walpurga geworfen und Hans verliebt sich in die Magd Vroni.
Wie immer während der Hochsaison taucht auch heuer wieder der langjährige Stammgast Dr. Elz auf, der nicht müde wird, um die Hand der jungen Wirtin anzuhalten. Die aber fühlt sich mehr zu Heinz hingezogen. Der erhält von seiner Chefin den Auftrag, ihre Stieftochter Annemarie vom Bahnhof abzuholen. Mit ihr macht er einen Ausflug zum Großglockner. Dabei verlieben sich die beiden ineinander. Therese ist zunächst enttäuscht über diese Entwicklung, kommt aber bald zu der Erkenntnis, dass ihre Stieftochter besser bei Heinz aufgehoben ist. Der hartnäckige Stammgast Elz hegt nun wieder begründete Hoffnung, bei der Wirtin landen zu können.
Ein stimmungsvolles Fest mit glücklichen Paaren beendet die Saison in Salzburg.

## Ergänzungen
Die Außenaufnahmen entstanden in Salzburg und am Großglockner, die Innenaufnahmen in den Ateliers der Wien-Film. Die Bauten schuf der Filmarchitekt Fritz Jüptner-Jonstorff. Gerdago steuerte die Kostüme bei. Willy Schmidt-Gentner leitete das Filmorchester. Friedrich Erban übernahm die Produktionsleitung.

## Kritik
Das Lexikon des internationalen Films urteilt, bei dem Streifen handle es sich um ein „realitätsfernes Lustspiel rund um die gleichnamige Operette von Fred Raymond – süßliche musikalische Unterhaltung“.

## Neuverfilmung
Der österreichische Regisseur Franz Josef Gottlieb verfilmte die Operette 1961 erneut unter dem gleichen Titel mit Peter Alexander und Waltraud Haas in den Hauptrollen.

## Quelle
- Programm zum Film: Das Neue Film-Programm, erschienen im gleichnamigen Verlag H. Klemmer & Co., Neustadt an der Weinstraße, ohne Nummernangabe